# Nectar d.o.o.
Нектар (енгл. Nectar; званично Нектар група, енгл. Nectar Group) компанија је која производи пића у Бачкој Паланци, Србија.

## Историја
Компанија је основана 19. јануара 1998, као породична компанија породице Радун.
Дана 25. јула 2011, Нектар је купио 93,73% деоница словеначке компаније за пића „Фруктал”, за 50 милиона евра. Касније, 31. октобра 2011. године, Нектар је купио компанију „Делишес” са седиштем у месту Владичин Хан — за 300.000 евра.